# 가고파초등학교
가고파초등학교(가고파初等學校, Gagopa Elementary School)는 대한민국 경상남도 창원시 마산회원구에 위치한 공립 초등학교이다. 교육 비전은 〈좋은 학교 행복한 우리〉이다.

## 학교 연혁
- {| class="wikitable" |2011.03.01 |가고파초등학교 개교(24학급편성) |- |2011.03.01 |초대 정대현 교장선생님 부임 |- |2011.08.01 |도서관 활성화 사업 |- |2012.02.01 |보건실 현대화 사업 |- |2012.03.01 |5학급 증설(29학급 편성) |- |2012.05.01 |돌봄 교실 개설 |- |2012.09.25 |도서관운영 우수학교 선정 |- |2013.03.01 |1학급 증설(30학급 편성) |- |2013.03.01 |인성교육 지역중심학교 운영 |- |2013.03.01 |흡연예방 솔선수범학교 운영 |- |2014.02.19 |제3회 졸업장 수여식(졸업생 총 397명) |- |2014.03.01 |3학급 증설(33학급 편성) |- |2014.03.01 |영재학급 개설 |- |2014.03.01 |교육기부 꿈끼프로그램 연구학교 운영 |- |2015.02.16 |제4회 졸업장 수여식(졸업생 총 122명) |- |2015.03.01 |김주복 교장선생님 부임 |- |2015.03.01 |33학급 편성(12년 5, 13년 1, 14년 3학급 증설) |- |2015 |사이버폭력예방 선도학교(교육부 선정) |- |2016.02.17 |제5회 졸업식(남95명, 여69명, 계164명) 총 졸업생:683명 |- |2016.03.01 |57학급 편성 |- |2017.03.01 |손득춘 교장선생님 부임 |- |2017.03.01 |54학급 편성| -|2020.3.1.| -| 강래동 교장선생님 부임|2021.3.1.|58학급 편성|}

## 참고 자료
- 가고파초등학교 - 한국교육학술정보원 학교알리미